# Felipe Tejera
Felipe Tejera (Caracas, Veneçuela, 25 de maig de 1846 - 1924) fou un escriptor i poeta veneçolà, germà del compositor Francisco (1840-1878) i del literat, polític i diplomàtic Miguel (1848-1902).
Va fer els estudis en el Col·legi Roscio, i des de molt jove es dedicà al periodisme, col·laborant en diverses publicacions. Fou, des de 1888, professor de Literatura en la Universitat Central de Veneçuela i figurà entre els fundadors de l'Acadèmia de la Llengua, corresponent de la de l'Espanyola i de la d'Història, sent elegit bibliotecari perpetu de la primera. D'extensa i sòlida cultura, correcte i abundant estil, viva imaginació bon gust i perspicàcia, Tejera cultivà tots els gèneres, amb més o menys fortuna.
Amb el pseudònim de Rey de Bastos publica en la Tribuna Liberal una sèrie de cròniques de costums que rebel·len fonda sagacitat, resten plenes de sal àtica i ofereixen descripcions magistrals. Entre les seves altres obres cal mencionar:
- La Colombiada, poema en octaves reals i en 12 cants (1878);
- La Boliviada, poema de gran inspiració, malgrat que en ell si noten certes influències d'altres poetes;
- Nocturno indiano;
- La Hortensiada poema épico-burlesc;
- Hojas del Paraiso, poema en sis cants;
- Triunfar con la patria, drama;
- Poesías liricas i una traducció d'Ossian.

En prosa publicà:
- Historia de Venezuela, destinada a les escoles i de la que se’n feren quatre edicions en poc temps;
- Perfiles venezolanos (1881);
- Apéndice de los mismos;
- El progreso en la historia;
- La expósita, llegenda en prosa;
- Manual de literatura (1910);
- Historia de la literatura espanyola (1914);
- El simbolo apostólico, estudi històric-filosòfic.

I les biografies de:
- Miguel José Sanz;
- José Rafael Pacheco;
- José Francisco Bermúdez.